# Saint-Michel-d'Halescourt
Saint-Michel-d'Halescourt é uma comuna francesa na região administrativa da Normandia, no departamento de Sena Marítimo. Estende-se por uma área de 4,75 km². Em 2010 a comuna tinha 125 habitantes (densidade: 26,3 hab./km²).